# Татарковский сельсовет (Могилёвская область)
Татарковский сельсовет (бел. Тата́ркаўскі сельсавет) — административная единица на территории Осиповичского района Могилёвской области Белоруссии. Административный центр — рабочий посёлок Татарка.

## Географическое положение
Административный центр сельсовета — рабочий посёлок Татарка, расположен в 12 км к юго-востоку от Осипович, в 148 км от Могилёва. Железнодорожная станция на линии Минск—Бобруйск.

## История
Образован 23 ноября 2013 года в границах территорий, относящихся к татарковским поселковому Совету депутатов и поселковому исполнительному комитету Осиповичского района Могилёвской области, с включением в его состав территории рабочего посёлка Татарка.

## Состав
- Татарка — рабочий посёлок

## Население
- 2023 год — 438 человек[2]

## Экономика
На территории сельсовета расположены: торфопредприятие «Татарка», лесничество, цех кройки и шитья Осиповичского комбината бытового обслуживания населения.